# Nicolae Tonitza
Nicolae Tonitza (13. dubna 1886 Bârlad – 27. února 1940 Bukurešť) byl rumunský malíř, grafik a výtvarný teoretik. Jeho tvorba vycházela z expresionismu a kladla důraz na sociální témata. Posmrtně se stal komerčně nejúspěšnějším rumunským malířem.
Studoval na výtvarné škole v Jasech a Akademii výtvarných umění v Mnichově u Hugo von Habermanna, v letech 1909 až 1911 pobýval v Paříži. Přispíval do časopisu Arta Română, věnoval se politickým karikaturám. Po návratu do Rumunska maloval kostelní fresky, pracoval jako pedagog a novinář. Bojoval v první světové válce a padl do bulharského zajetí, za účast v bitvě u Tutrakanu obdržel Řád Michala Chrabrého.
V roce 1924 se zúčastnil Biennale di Venezia, vystavoval také v Barceloně a Amsterdamu. Ve své tvorbě uplatnil humanistický pohled na život obyčejných lidí, inspiroval se krajinou na pobřeží Černého moře, byl také ovlivněn orientálním uměnim. Spolupracoval s levicovým deníkem Adevărul a ilustroval knihy Galy Galactiona. Vydával časopis Artele Frumoase a spolu s Oscarem Hanem, Franciscem Șiratem a Ștefanem Dimitrescem založil modernistickou Skupinu čtyř (Grupul celor patru). V roce 1937 se stal rektorem akademie v Jasech.
Zemřel předčasně, jeho zdraví bylo podlomeno následky válečných útrap i bohémského života. Je pochován na hřbitově v bukurešťské čtvrti Ghencea.

## Galerie

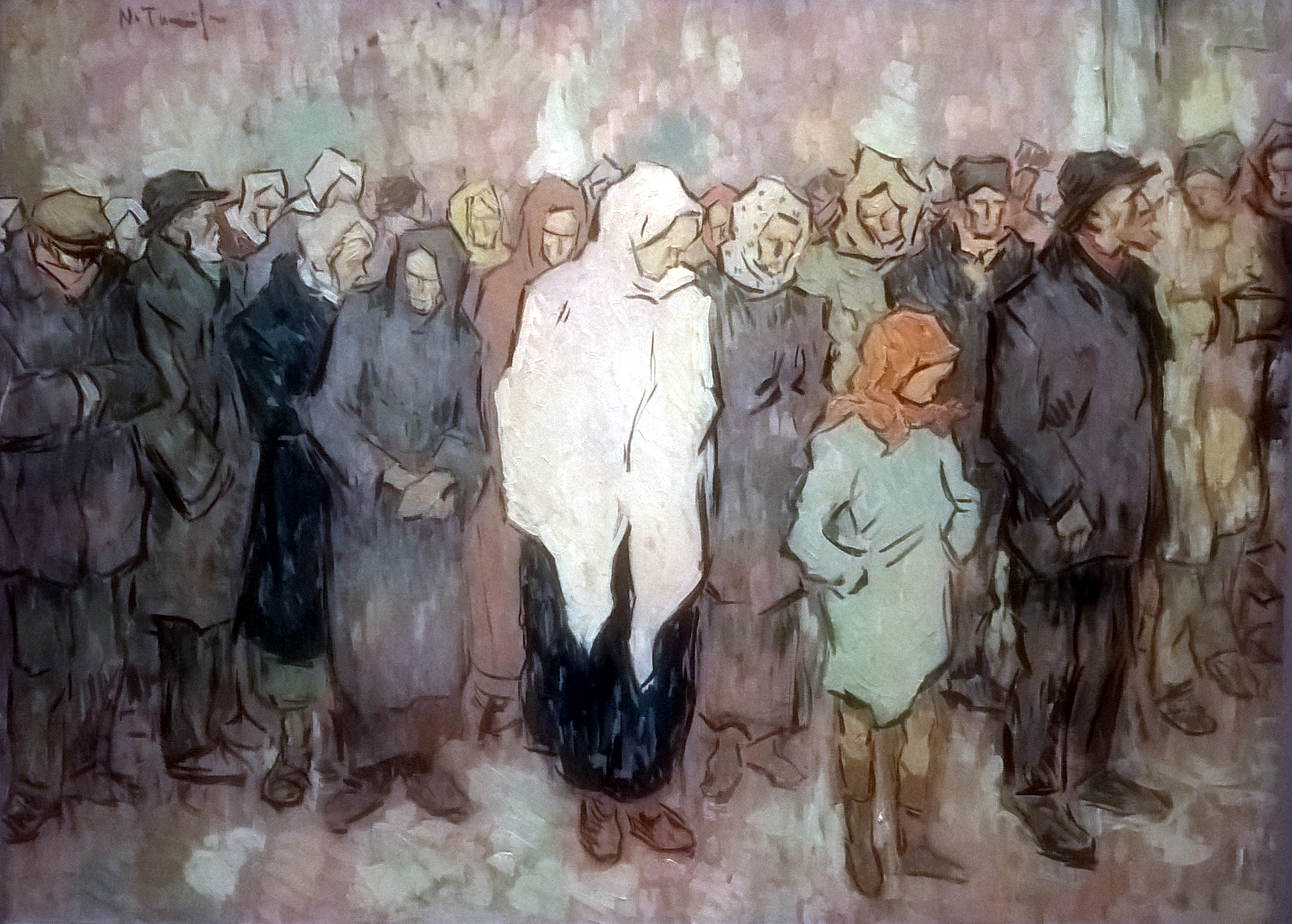
Fronta na chleba, 1920
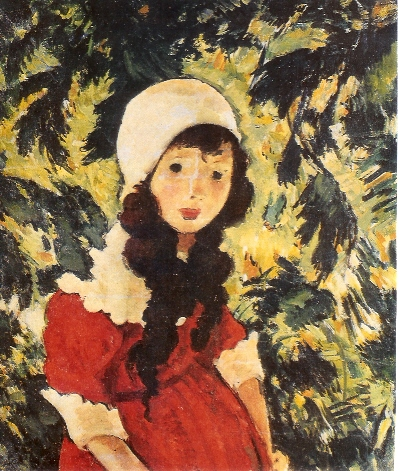
Lesníkova dcera, 1924
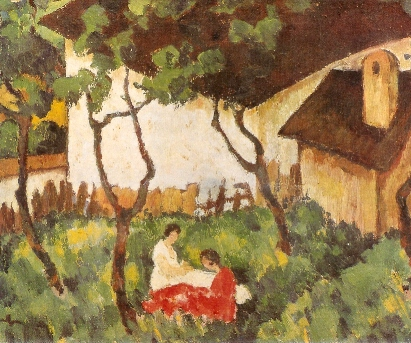
Zahrada ve Văleni, 1926
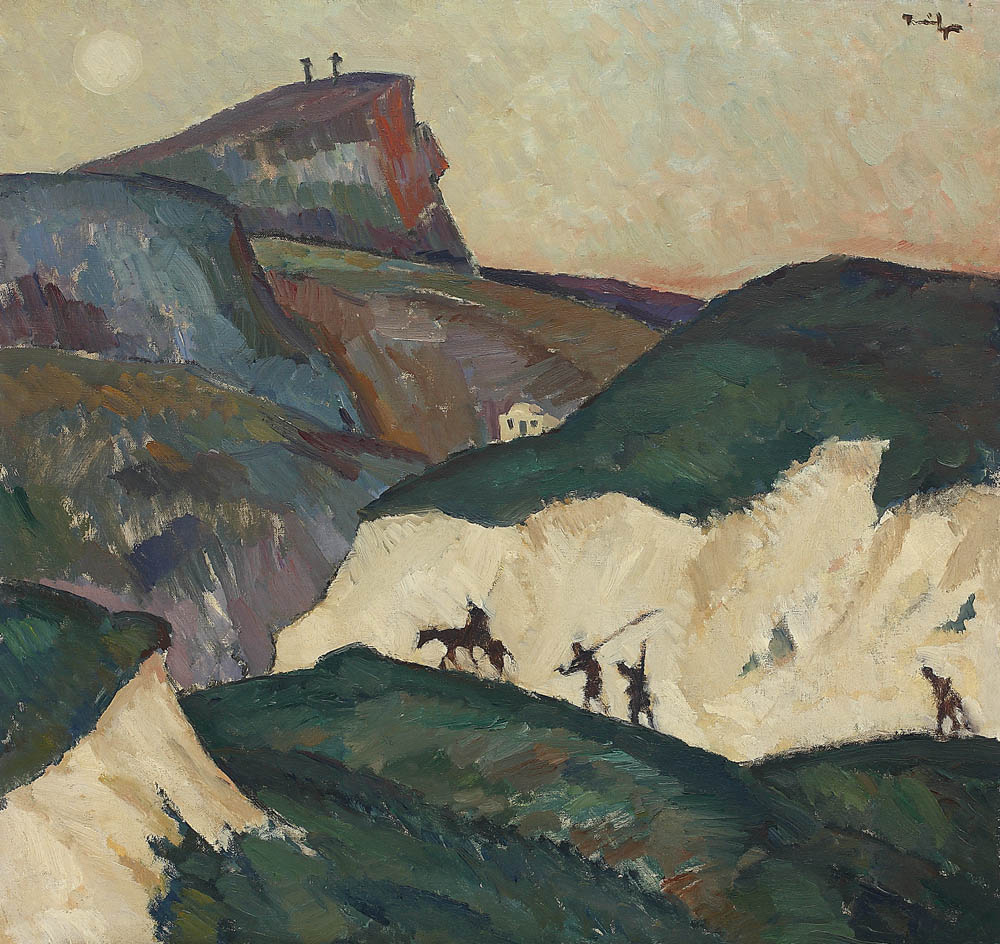
Golgota, neznámé datum